# دیو شپارد
دیو شپارد (انگلیسی: Dave Sheppard; ۱۲ دسامبر ۱۹۳۱ – ۵ نوامبر ۲۰۰۰) وزنه‌بردار اهل ایالات متحده آمریکا بود.
وی در مسابقات کشوری و بین‌المللی در مجموع برندهٔ ۱ مدال نقره شده‌است.